# Eco-indicator 99
Eco-indicator 99 – jedna z możliwych metod, służących do przeprowadzenia LCA. 

## Powstanie i przeznaczenie
Metoda Eco-indicator 99 jest jedną z kilku metod, używanych w analizie LCA do oceny i określenia mechanizmu środowiskowego. Powstała ona jako udoskonalenie metody Eco-indicator 95. W metodzie tej znaczący nacisk kładziony jest na ocenę szkód. Metoda ta była udoskonalana w latach 1997 – 1999 przez grupę ekspertów. Badania były sponsorowane przez rząd Holandii jako fragment większej polityki ochrony środowiska w tym kraju. 

## Główne elementy metody
Szkody na zdrowiu ludzkim, mierzone liczbą zgonów i lat życia w inwalidztwie, tzw. wskaźnik DALY.
Szkody pogarszające jakoś ekosystemu, mierzone poprzez liczbę gatunków zwierząt bądź roślin zanikających na wyznaczonym obszarze w przeciągu określonego czasu.
Szkody w zasobach surowcowych, mierzone poprzez dodatkową ilość energii, potrzebną do zrekompensowania w przyszłości powstałego ubytku.
- Przykładowe wskaźniki używane w metodzie Eco-indicator 99
  - POCP – wskaźnik powstawania utleniaczy – mierzy powstawanie ozonu, na skutek reakcji fotochemicznych. Jest wyrażony w kg etylenu (będącego substancją odniesienia dla danego procesu).

Powstawanie utleniaczy = {\displaystyle \sum _{i}^{P}OCP_{i}{\dot {m}}_{i}}
gdzie POCPi wyraża potencjał tworzenia ozonu fotochemicznego dla substancji "i", zaś "mi" wyraża wielkość emisji i-tej substancji w procesie produkcji.
"DF" – wskaźnik radiacji – wyraża się go wzorem
- Promieniowanie = {\displaystyle \sum _{ecom}\sum _{i}^{D}F_{ecom,i}{\dot {a}}_{ecom,i}}

gdzie DFecom, "i" wyraża współczynnik szkody dla substancji "i" emitowanej do danego środowiska ecom, zaś "a_ecom", i wyraża aktywność i-tej substancji wyemitowanej do tego środowiska. Środowiskiem "ecom" może być powietrze, woda, woda morska, gleba rolnicza, gleba przemysłowa.